# Put a Date on It
Put a Date on It è un singolo del rapper statunitense Yo Gotti, pubblicato il 25 gennaio 2019 come primo estratto dal decimo album in studio Untrapped.
Il brano vede la partecipazione del rapper statunitense Lil Baby.

## Tracce
Testi e musiche di Dominique Jones, June James, Mario Mims e Ramiro Morales.
1. Put a Date on It (feat. Lil Baby) – 3:15

## Video musicale
Il videoclip del singolo è stato pubblicato il 28 gennaio 2019.

## Esibizioni dal vivo
Yo Gotti e Lil Baby hanno eseguito Put a Date on It per la prima volta il 30 gennaio 2019 al The Tonight Show di Jimmy Fallon.

## Formazione
- Yo Gotti – voce, scrittura
- Lil Baby – voce, scrittura
- June James – scrittura, produzione
- Ramiro "Ramy" Morales – scrittura, flauto
- Ramy on the Beat – co-produzione
- Chris Atens – assistenza al mastering
- Leo Golf – assistenza al missaggio
- Kyle Resto – assistenza alla registrazione

## Classifiche
| Classifica (2019) | Posizione massima |
| ----------------- | ----------------- |
| Stati Uniti       | 46                |